# Chikkathekalavatti, Hosadurga
Chikkathekalavatti là một làng thuộc tehsil Hosadurga, huyện Chitradurga, bang Karnataka, Ấn Độ.